# J. Lanusse
J. Lanusse fou un compositor francès d'últims de segle xviii i principis de xix).
És autor de les òperes còmiques en un acte Laurette i Melzor et Zima, estrenades a París el 1802.